# Lorn
Lorn (de son vrai nom Marcos Ortega) est un musicien et producteur colombo-américain de musique électronique originaire de l'Illinois.

## Discographie
Albums
- Grief Machine (2007)
- Nothing Else (2010)[1],[2],[3]
- Ask the Dust (2012)
- Killzone : Shadow Fall (2014) avec Tyler Bates
- Certain Limbs (2014)
- Vessel (2015)
- REMNANT (2018)
- DROWN THE TRAITOR WITHIN (2019)

EP
- 7&13 (2006)
- DRUGS (2011) avec Dolor
- Debris (2013)
- The Maze to Nowhere, part 1 (2014)
- The Maze to Nowhere, part 2 (2014)
- The Maze to Nowhere, part 3 (2015)
- DRUGS, part V & VI (2016) avec Dolor
- ZERO BOUNCE (2020) avec Dolor

Singles
- None an Island (2010)
- Cherry Moon (2010)
- Weigh Me Down (2012)
- Ghosst(s) (2012)

Compilations
- Self Confidence vol. 1 (2008)
- Self Confidence vol. 2 (2011)
- Self Confidence vol. 3 (2012)
- "A/D" (2017)

Collaborations
- Omega Clash, duo avec Adoptahighway EP1 (2009)et EP2 (2010)
- Furi Original Soundtrack (2016)

Autres
- Ghosst (2012)
- Broken Mantra (2015)
- Dipped Into Poison (2015)